# Jane Barbara Reece
Jane Barbara Reece   (15 d'abril de 1944), també coneguda com a Jane B. Reece és una co-autora nord-americana, juntament amb Neil Campbell, del conegut llibre de text de «Biology».
Reece es va graduar en biologia a la Universitat Harvard i va obtenir la seva llicenciatura en microbiologia a la Universitat de Rutgers. Posteriorment, va obtenir el seu doctorat en bacteriologia a la Universitat de Califòrnia a Berkeley. Després, va treballar com a estudiant postdoctoral en genètica a la Universitat Stanford.
Reece ha impartit classes a diverses universitats, inclòs el Middlesex County College de Nova Jersey i Queensborough Community College de Nova York. Ha escrit diversos llibres de text per a l'editorial científica Benjamin Cummings, per als quals treballa des del 1978. També és coautora del «The World of the Cell» (el món de la cèl·lula) amb W.M. Becker i M.F. Poenie.
El 2017 va ser guardonada amb un doctorat honorari per la Universitat d'Uppsala, Suècia.

## Obra
- 1987 – Biología. Editorial Panamericana. ISBN 9788479039981.[2]